# Pratyabhijñā
Pratyabhijñā ("riconoscimento") (devanagari: प्रत्यभिज्ञा) è una scuola filosofico-religiosa dello Shivaismo kashmiro fiorita intorno al IX secolo. Il nome deriva da un'opera del filosofo Utpaladeva, la Īśvarapratyabhijñākārikā ("Le strofe del riconoscimento del Signore").

## Generalità
(Somānanda, Śāktavijñāna, 29; citato in Lilian Silburn, La kuṇḍalinī o l'energia del profondo, traduzione di Francesco Sferra, Adelphi, 1997, parte II, cap. II)
Secondo la Pratyabhijñā, la Realtà ultima è unica ed è descrivibile come Coscienza assoluta, il che fa della Pratyabhijñā una scuola monista. I termini adoperati sono Parā Saṃvit ("Suprema Coscienza") o anche Parameśvara ("Supremo Signore"). Il Signore (Īśvara) è qui identificato con il Dio Śiva nella sua forma di Assoluto trascendente, Parama Śiva, il Supremo Śiva.
Questa realtà ultima, Parama Śiva, si esplica nel mondo attraverso una serie di princìpi, o categorie (tattva), che dànno luogo a scissioni (bheda) della realtà stessa, per cui quest'ultima finisce per percepirsi come frammentata in infiniti soggetti limitati nella loro consapevolezza. Al di là di questa apparente frammentazione, è solo Śiva che risplende come unità di pura luce (prakāśa), conoscendo se stesso attraverso la molteplicità degli oggetti, cioè tramite quella che è definita "consapevolezza riflessa" (vimarśa). Così l'orientalista italiano Raniero Gnoli
(Raniero Gnoli, dall'introduzione all'Essenza dei Tantra)
Come scuola, la Pratyabhijñā si propone di superare questa limitazione propria dei singoli soggetti (opera della cosiddetta maculazione fondamentale, o āṇava), affermando che in realtà l'individuo è soltanto dimentico della propria condizione, non limitato né separato, in quanto essendo egli parte di una Coscienza che è e resta Assoluta, è egli stesso Coscienza assoluta: l'uomo è Dio. Si tratta allora di recuperare la propria vera natura, cosa che consente di superare due cose: il mondo fenomenico visto come altro da sé (opera dalla maculazione māyica); il ciclo delle esistenze (opera della maculazione karmika).
Il mezzo che la scuola propone è un non-mezzo (anupāya), in quanto si allontana dalle strade che altre tradizioni propongono: è un metodo essenzialmente speculativo, che non richiede pratiche psicofisiche particolari, soltanto la riflessione metafisica sulla propria ultima natura. È il filosofo Utpaladeva, che ricollegandosi a Somānanda, introduce il termine pratyabhijñā, qui traducibile come "riconoscimento": riconoscimento del Signore Śiva in sé stessi e nel mondo.

## Sviluppi storici e testi
La scuola si può ritenere fondata dal filosofo Somānanda (IX-X secolo) col suo Śivaḍṛṣti ("Visione di Śiva"). Basandosi su quest'opera, il suo discepolo Utpaladeva (X secolo) scrisse l'Īśvarapratyabhijñākārikā ("Le stanze di riconoscimento del Signore"), da cui il nome della scuola stessa. Discepolo indiretto di Utpaladeva fu Abhinavagupta, il quale commentò con due opere le Stanze, opere considerate fra i capolavori della filosofia indiana: Īśvarapratyabhijñāvirmaśinī e Īśvarapratyabhijñāvivṛitivirmaśinī. Altra opera importante è il Pratyabhijñāhṛdya ("Il Cuore del Riconoscimento") del filosofo Kṣemarāja (X-XI secolo), discepolo di Abhinavagupta, che egli stesso successivamente commentò.

## Il riconoscimento
Usualmente il termine pratyabhijñā è reso con "riconoscimento", intendendo con questo la conoscenza di qualcosa che è già noto, che non deve cioè essere appreso. Il filosofo Abhinavagupta espone due esempi al fine di illustrare cosa debba intendersi per "riconoscimento": il primo è quello di un re che non conoscendo un saggio suo suddito, lo "riconosce" quando gli vengono illustrate le sue qualità; il secondo è quello di una donna innamorata di un uomo che non conosce di persona e che non prova nulla nel vederlo la prima volta, ma se ne innamora immediatamente quando gli viene detto che è lui il suo amore. Secondo Utpaladeva, la Realtà ultima, Śiva, il Sé universale cioè, è già un dato dell'esperienza, ma l'essere umano non è pienamente consalpevole: in questo senso la conoscenza è dunque riconoscimento, è "ottenere il già ottenuto".

## Prakāśaevimarśa: i due aspetti della Coscienza
A differenza dell'Advaita Vedānta, Utpaladeva, seguendo e sviluppando concetti già presenti nelle tradizioni tantriche shivaite, concepisce la Coscienza Assoluta non come statica, trascendente, puro «essere-in-sé», bensì come dotata anche di dinamismo. La Coscienza Assoluta è sia puro essere che tutto trascende, sia attività, proprio in virtù della quale Essa può apparire e manifestarsi come "eterno divenire" (satadotita).
Il filosofo, utilizzando i termini prakāśa (प्रकाश; "luce"; "splendore") e vimarśa (विमर्श; "controllo"; "conoscenza"), distingue nella Coscienza due aspetti: la base ontologica della manifestazione e la consapevolezza che l'essere ha di sé stesso in quanto manifestazione. Prakāśa e vimarśa costituiscono ed esauriscono la pienezza della Coscienza Assoluta. Senza vimarśa l'Assoluto sarebbe puro essere incapace di rendere conoscibili i fenomeni del suo medesimo manifestarsi: questo per Utpaladeva è assurdo: il Signore si manifesta nella autoconsapevolezza.
(Utpaladeva, Īśvarapratyabhijñākārikā (I.5.11); citato nell'introduzione a Vasugupta 1999, p. 28)
Prakāśa e vimarśa sono come la luce e il suo riflesso, spiega il filosofo: non esistendo realtà altra dalla Coscienza, la luce (prakāśa) per conoscersi deve necessariamente riflettersi, nel senso di ripiegarsi, tornare indietro su sé stessa e rendersi così conoscibile: questa è vimarśa, la consapevoleza riflessa.
Sintetizzerà brillantemente Abhinavagupta così questo concetto:
(Abhinavagupta, Tantrasāra; citato in Dyczkowski 2013, p. 99)
Se prakāśa è il testimone immobile degli eventi nell'universo, vimarśa è la testimonianza. Se prakāśa è l'attualità dell'essere conosciuto, vimarśa è l'atto del rendere conoscibile. Se prakāśa è il mostrarsi, vimarśa è il percepire.
Non va dimenticato che tutto avviene nella Coscienza: il conoscente, il conosciuto e l'atto del conoscere sono oggetti che si manifestano nell'autolimitazione della Coscienza stessa quando emana l'universo. Quando l'universo è immanifesto, prakāśa e vimarśa sono aspetti indistinguibili, puro soggetto dell'unità.

## Rapporti con le scuole dello Spanda e del Trika
Spetta soprattutto al filosofo Abhinavagupta (X – XI sec. e.v.) e ai suoi discepoli (primo fra tutti Kṣemarāja) l'aver messo in evidenza i punti di contatto e le analogie interpretative fra la scuola della Pratyabhijñā e altre due scuole dello Shivaismo kashmiro, le scuole dello Spanda e del Trika. Accomunate tutte dal concepire il mondo come emanazione di un Assoluto visto come Coscienza dotata di intrinseco dinamismo, esse differiscono, oltre che nei metodi di realizzazione dell'individuo, nella terminologia adoperata e negli schemi di rappresentazione del processo di emanazione-riassorbimento. La scuola dello Spanda pone l'accento sulla Coscienza come vibrazione universale, fonte di ogni trasformazione oltre che di emanazione e riassorbimento del cosmo stesso. È una scuola più che altro di natura filosofica (come la Pratyabhijñā stessa del resto), nella quale poco spazio è dato alle pratiche, al contrario quindi della scuola del Trika, che vanta una tradizione ben più antica con pratiche meditative e rituali anche molto complessi. L'indologo inglese Mark Dyczkowski così illustra il rapporto che sussiste fra Spanda e Pratyabhijñā.
A un livello inferiore (aparā) vimarśa, la consapevolezza riflessa, opera negando l'unità della Coscienza in quanto Soggetto universale, e fa sì che Essa si percepisca come divisa (bheda), frammentata in coscienza individuali. Questa operazione è possibile grazie alla "potenza di azione" (kriyāśakti) della Coscienza.
A un livello intermedio (parāparā) vimarśa, grazie alla "potenza di conoscenza" (jñānaśakti), permette alla Coscienza di riconoscersi come Soggetto unico ma non unito, suddiviso cioè in luoghi di coscienza individuali: è lo stadio dell'unità nella differenza (bhedābheda).
Infine, al livello superiore (parā), in virtù della "potenza di volontà" (icchāśakti) vimarśa rende alla Coscienza il suo status di Soggetto unico e indiviso (abheda).
È dunque grazie alla consapevolezza riflessa (vimarśa) che la Coscienza può da un lato esperirsi come insieme di singole coscienze, dall'altro permettere a queste di riconoscersi come un parti di un'unità prima, come un tutt'uno infine. Se la Coscienza non avesse questa facoltà, il dinamismo (spanda) della emanazione e del riassorbimento non sarebbe possibile, e la Coscienza resterebbe statica, puro Essere (sat) e Beatitudine (ānanda).
(Dyczkowski 2013, p. 107)
Nella scuola del Trika i tre livelli di percezione della Coscienza Assoluta sono personalizzati come divinità femminili: si tratta delle dee Parā (la Suprema), Parāparā (la Suprema-Non suprema, o l'Intermedia), Aparā (la Non Suprema, o l'Inferiore). Queste tre dee sono l'oggetto di una fondamentale pratica yogica di visualizzazione interiore basata sul cosiddetto maṇḍala del tridente e dei fiori. In essa l'adepto, dopo complesse pratiche di purificazione preliminare e recitazioni di mantra, identifica il proprio corpo con Śiva, visualizzando un tridente la cui asta lo attraversa longitudinalmente relazionandosi con tutti gli elementi costitutivi del cosmo. Sulle punte dei tre rebbi sono posizionate le tre dee, rispettivamente di colore bianco, rosso e nero. Nella pratica l'adepto mira a trascendere così la propria condizione di essere limitato, fondendosi con l'Assoluto.